# Oscar för bästa dokumentär
Nedan följer en lista över vinnare och nominerade av en Oscar för Bästa dokumentär (Academy Award for Best Documentary Feature). Priset har givits ut sedan den 15:e Oscargalan, där de dokumentära kortfilmerna och de längre dokumentärerna sammansvetsades till en och samma kategori, för att därefter delas upp i två olika kategorier. 
Vinnarna presenteras överst med gul färg och i fetstil. Året avser året som filmerna släpptes, varpå de fick pris på galan året därpå.

## 1940-talet
Notering: På Oscarsgalan 1943 nominerades 25 filmer i kategorin dokumentär, där fyra speciella priser delades ut till filmer som behandlade de allierades insatser i andra världskriget.
| År                            | Film | Producent(er)                                 |
| 1942 (15:e)                   | |                                               |
| ----------------------------- | --- | --------------------------------------------- |
| 1942 (15:e)                   | The Battle of Midway Motivering: En särskild utmärkelse till The Battle of Midway för det historiska värdet av dess prestation i att erbjuda en filminspelning av en av de mer avgörande striderna i världen - En inspelning unik både för modet hos dem som gjorde det under eld, och för dess magnifika porträtt av det galanteri av våra väpnade styrkor i strid. | USA:s flotta                                  |
| 1942 (15:e)                   | Kokoda Front Line! Motivering: En särskild utmärkelse till Kokoda Front Line! för dess effektivitet i att porträttera, enkelt men kraftfullt, skådeplatsen för kriget i Nya Guinea och för dess rörande presentation av mod och styrka hos våra australiska vapenbröder.                                                                                             | Australian News & Information Bureau          |
| 1942 (15:e)                   | Moscow Strikes Back Motivering: En särskild utmärkelse till Moscow Strikes Back för sin levande presentation av hjältemod i den ryska armén och det ryska folket i försvaret av Moskva, och för deras prestation att göra så under förhållanden med extrem svårighet och fara.                                                                                       | Artkino                                       |
| 1942 (15:e)                   | Upptakten Motivering: En särskild utmärkelse till Prelude to War för sin bitande, autentiska och omrörande dramatisering av händelserna som tvingade vår nation in i kriget och de ideal som vi kämpar för. | United States Army Special Services           |
| 1942 (15:e)                   | Africa, Prelude to Victory | The March of Time                             |
| 1942 (15:e)                   | Combat Report | Signal Corps                                  |
| 1942 (15:e)                   | Conquer by the Clock | Frederic Ullman                               |
| 1942 (15:e)                   | The Grain That Built a Hemisphere | Walt Disney – Walt Disney Productions         |
| 1942 (15:e)                   | Henry Browne, Farmer | USA:s jordbruksdepartement                    |
| 1942 (15:e)                   | High over the Borders | National Film Board of Canada                 |
| 1942 (15:e)                   | High Stakes in the East | The Netherlands Information Bureau            |
| 1942 (15:e)                   | Inside Fighting China | National Film Board of Canada                 |
| 1942 (15:e)                   | It's Everybody's War | Förenta staternas kontor för krigsinformation |
| 1942 (15:e)                   | Listen to Britain | Brittiska informationsministeriet             |
| 1942 (15:e)                   | Little Belgium | Belgiska informationsministeriet              |
| 1942 (15:e)                   | Little Isles of Freedom | Victor Stoloff och Edgar Loew                 |
| 1942 (15:e)                   | Mr. Blabbermouth! | Förenta staternas kontor för krigsinformation |
| 1942 (15:e)                   | Mr. Gardenia Jones | Förenta staternas kontor för krigsinformation |
| 1942 (15:e)                   | The New Spirit | Walt Disney – Walt Disney Productions         |
| 1942 (15:e)                   | The Price of Victory | William H. Pine                               |
| 1942 (15:e)                   | A Ship Is Born | United States Merchant Marine                 |
| 1942 (15:e)                   | Twenty-One Miles | Brittiska informationsministeriet             |
| 1942 (15:e)                   | We Refuse to Die | William C. Thomas                             |
| 1942 (15:e)                   | The White Eagle | Concanen Films                                |
| 1942 (15:e)                   | Winning Your Wings | United States Army Air Forces                 |
| 1943 (16:e)                   | |                                               |
| Seger i öknen                 | Brittiska informationsministeriet |                                               |
| Baptism of Fire               | USA:s armé |                                               |
| För frihet kämpa de           | United States Department of War Special Service Division |                                               |
| For God and Country †         | United States Army Pictorial Service |                                               |
| Report from the Aleutians     | United States Army Pictorial Service |                                               |
| Silent Village †              | Brittiska informationsministeriet |                                               |
| War Department Report         | United States Office of Strategic Services Field Photographic Bureau |                                               |
| We've Come a Long, Long Way † | Negro Marches On, Inc. |                                               |
| 1944 (17:e)                   | |                                               |
| Havets drottning              | USA:s flotta |                                               |
| Resisting Enemy Interrogation | United States Army Air Forces |                                               |
| 1945 (18:e)                   | |                                               |
| Den stora invasionen          | Förenta staternas kontor för krigsinformation, Brittiska informationsministeriet |                                               |
| The Last Bomb                 | United States Army Air Forces |                                               |
| 1946 (19:e)                   | |                                               |
| Inget pris gavs ut detta år   | |                                               |
| 1947 (20:e)                   | |                                               |
| Design for Death              | Sid Rogell, Theron Warth, Richard O. Fleischer |                                               |
| Medicin och människor         | USA:s utrikesdepartement |                                               |
| The World Is Rich             | Paul Rotha |                                               |
| 1948 (21:a)                   | |                                               |
| The Secret Land               | Orville O. Dull |                                               |
| Den ensamme                   | Janice Loeb |                                               |
| 1949 (22:a)                   | |                                               |
| Daybreak in Udi               | Crown Film Unit |                                               |
| Kenji Comes Home              | Paul F. Heard |                                               |

† Notering: Inte en officiell nominering. Filmen ingick på en preliminär lista på 8 titlar varav dokumentärpriskommittén valde fem som ingick på den slutgiltiga valsedeln.

## 1950-talet
| År                            | Film                                   | Producent(er)            |
| 1950 (23:e)                   |                                        |                          |
| ----------------------------- | -------------------------------------- | ------------------------ |
| 1950 (23:e)                   | The Titan: Story of Michelangelo       | Robert Snyder            |
| 1950 (23:e)                   | Med dessa händer                       | Jack Arnold, Lee Goodman |
| 1951 (24:e)                   |                                        |                          |
| Kon-Tiki                      | Olle Nordemar                          |                          |
| Jag var kommunistspion        | Bryan Foy                              |                          |
| 1952 (25:e)                   |                                        |                          |
| The Sea around Us             | Irwin Allen                            |                          |
| The Hoaxters                  | Dore Schary                            |                          |
| Son av Navajo                 | Hall Bartlett                          |                          |
| 1953 (26:e)                   |                                        |                          |
| Den levande öknen             | Walt Disney                            |                          |
| Erövringen av Mount Everest   | John Taylor, Leon Clore, Grahame Tharp |                          |
| En drottning krönes           | Castleton Knight                       |                          |
| 1954 (27:e)                   |                                        |                          |
| Prärien som försvinner        | Walt Disney                            |                          |
| The Stratford Adventure       | Guy Glover                             |                          |
| 1955 (28:e)                   |                                        |                          |
| Helen Keller in Her Story     | Nancy Hamilton                         |                          |
| Crèvecoeur                    | Rene Risacher                          |                          |
| 1956 (29:e)                   |                                        |                          |
| Den tysta världen             | Jacques-Yves Cousteau                  |                          |
| The Naked Eye                 | Louis Clyde Stoumen                    |                          |
| Hvor bjergene sejler          | Danska regeringens filmkommitté        |                          |
| 1957 (30:e)                   |                                        |                          |
| Albert Schweitzer             | Jerome Hill                            |                          |
| Bowery - alkoholisternas gata | Lionel Rogosin                         |                          |
| Torero!                       | Manuel Barbachano Ponce                |                          |
| 1958 (31:a)                   |                                        |                          |
| Den vita vildmarken           | Ben Sharpsteen                         |                          |
| Antarctic Crossing            | James Carr                             |                          |
| The Hidden World              | Robert Snyder                          |                          |
| Psychiatric Nursing           | Nathan Zucker                          |                          |
| 1959 (32:a)                   |                                        |                          |
| Serengeti Shall Not Die       | Bernhard Grzimek                       |                          |
| The Race for Space            | David L. Wolper                        |                          |

## 1960-talet
| År                                             | Film                           | Producent(er)    |
| 1960 (33:e)                                    |                                |                  |
| ---------------------------------------------- | ------------------------------ | ---------------- |
| 1960 (33:e)                                    | The Horse with the Flying Tail | Larry Lansburgh  |
| 1960 (33:e)                                    | Rebel in Paradise              | Robert D. Fraser |
| 1961 (34:e)                                    |                                |                  |
| Det nakna folket                               | Arthur Cohn, Rene Lafuite      |                  |
| Den stora olympiaden                           | Franco Galliano                |                  |
| 1962 (35:e)                                    |                                |                  |
| Black Fox                                      | Louis Clyde Stoumen            |                  |
| Alvorada                                       | Hugo Niebeling                 |                  |
| 1963 (36:e)                                    |                                |                  |
| Robert Frost: A Lover's Quarrel with the World | Robert Hughes                  |                  |
| Le maillon et la chaîne                        | Paul de Roubaix                |                  |
| Terminus †                                     | Edgar Anstey                   |                  |
| The Yanks Are Coming                           | Marshall Flaum                 |                  |
| 1964 (37:e)                                    |                                |                  |
| Värld utan sol                                 | Jacques-Yves Cousteau          |                  |
| Hans bästa timmar                              | Jack Le Vien                   |                  |
| Four Days in November                          | Mel Stuart                     |                  |
| Alleman                                        | Bert Haanstra                  |                  |
| Over There, 1914-18                            | Jean Aurel                     |                  |
| 1965 (38:e)                                    |                                |                  |
| The Eleanor Roosevelt Story                    | Sidney Glazier                 |                  |
| The Battle of the Bulge...The Brave Rifles     | Laurence E. Mascott            |                  |
| The Forth Road Bridge                          | Peter Mills                    |                  |
| Let My People Go                               | Marshall Flaum                 |                  |
| To Die in Madrid                               | Frédéric Rossif                |                  |
| 1966 (39:e)                                    |                                |                  |
| Krigsspel                                      | Peter Watkins                  |                  |
| The Face of Genius                             | Alfred R. Kelman               |                  |
| Helicopter Canada                              | Peter Jones, Tom Daly          |                  |
| Le volcan interdit                             | Haroun Tazieff                 |                  |
| The Really Big Family                          | Alex Grasshoff                 |                  |
| 1967 (40:e)                                    |                                |                  |
| La section Anderson                            | Pierre Schoendoerffer          |                  |
| Festival                                       | Murray Lerner                  |                  |
| Harvest                                        | Carroll Ballard                |                  |
| A King's Story                                 | Jack Le Vien                   |                  |
| A Time for Burning                             | William C. Jersey              |                  |
| 1968 (41:a)                                    |                                |                  |
| Journey into Self *                            | Bill McGaw                     |                  |
| A Few Notes on Our Food Problem                | James Blue                     |                  |
| The Legendary Champions                        | William Cayton                 |                  |
| Other Voices                                   | David H. Sawyer                |                  |
| Sound of Song med Young Americans              | Robert Cohn, Alex Grasshoff    |                  |
| 1969 (42:a)                                    |                                |                  |
| Arthur Rubinstein - The Love of Life           | Bernard Chevry                 |                  |
| Before the Mountain Was Moved                  | Robert K. Sharpe               |                  |
| Vietnam - grisens år                           | Emile de Antonio               |                  |
| Olimpiada en México                            | Federico Amérigo               |                  |
| The Wolf Men                                   | Irwin Rosten                   |                  |

† Notering: Detta är ingen officiell nominering. Efter att nomineringen utlysts upptäcktes det att filmen släppts innan giltighetsperioden inletts, varefter nomineringen drogs tillbaka.
* Notering: Filmen tilldelades priset efter att det visat sig att den film som först vann detta år (Sound of Song med Young Americans) hade haft premiär i oktober 1967, det vill säga innan giltighetsperioden för 1968 års priser inletts.

## 1970-talet
| År                                                              | Film                                               | Producent(er)    |
| 1970 (43:e)                                                     |                                                    |                  |
| --------------------------------------------------------------- | -------------------------------------------------- | ---------------- |
| 1970 (43:e)                                                     | Woodstock                                          | Bob Maurice      |
| 1970 (43:e)                                                     | Chariots of the Gods                               | Dr. Harald Reinl |
| 1970 (43:e)                                                     | Jack Johnson                                       | Jim Jacobs       |
| 1970 (43:e)                                                     | King: A Filmed Record...Montgomery to Memphis      | Ely Landau       |
| 1970 (43:e)                                                     | Say Goodbye                                        | David H. Vowell  |
| 1971 (44:e)                                                     |                                                    |                  |
| Hellstrom Chronicle                                             | Walon Green                                        |                  |
| Alaska Wilderness Lake                                          | Alan Landsburg                                     |                  |
| On Any Sunday                                                   | Bruce Brown                                        |                  |
| Ra                                                              | Lennart Ehrenborg, Thor Heyerdahl                  |                  |
| Ockuperat land                                                  | Marcel Ophüls                                      |                  |
| 1972 (45:e)                                                     |                                                    |                  |
| Marjoe                                                          | Howard Smith, Sarah Kernochan                      |                  |
| Bij de beesten af                                               | Bert Haanstra                                      |                  |
| Malcolm X                                                       | Marvin Worth, Arnold Perl                          |                  |
| Manson                                                          | Robert Hendrickson, Laurence Merrick               |                  |
| Silent Revolution                                               | Eckehard Munck                                     |                  |
| 1973 (46:e)                                                     |                                                    |                  |
| The Great American Cowboy                                       | Kieth Merrill                                      |                  |
| Always a New Beginning                                          | John D. Goodell                                    |                  |
| Battle of Berlin                                                | Bengt von zur Muehlen                              |                  |
| Journey to the Outer Limits                                     | Alex Grasshoff                                     |                  |
| Walls of Fire                                                   | Gertrude Ross Marks, Edmund F. Penney              |                  |
| 1974 (47:e)                                                     |                                                    |                  |
| I frihetens namn                                                | Peter Davis, Bert Schneider                        |                  |
| Antonia: A Portrait of the Woman                                | Judy Collins, Jill Godmilow                        |                  |
| The Challenge...A Tribute to Modern Art                         | Herbert Kline                                      |                  |
| The 81st Blow                                                   | Jacquot Ehrlich, David Bergman, Haim Gouri         |                  |
| The Wild and the Brave                                          | Natalie R. Jones, Eugene S. Jones                  |                  |
| 1975 (48:e)                                                     |                                                    |                  |
| The Man Who Skied down Everest                                  | F. R. Crawley, James Hager, Dale Hartleben         |                  |
| The California Reich                                            | Walter F. Parkes, Keith F. Critchlow               |                  |
| Fighting for Our Lives                                          | Glen Pearcy                                        |                  |
| The Incredible Machine                                          | Irwin Rosten                                       |                  |
| The Other Half of the Sky: A China Memoir                       | Shirley MacLaine                                   |                  |
| 1976 (49:e)                                                     |                                                    |                  |
| Gruvarbetarna i Harlan County, USA                              | Barbara Kopple                                     |                  |
| Hollywood inför rätta                                           | James Gutman, David Helpern, Jr.                   |                  |
| Off the Edge                                                    | Michael Firth                                      |                  |
| People of the Wind                                              | Anthony Howarth, David Koff                        |                  |
| Volcano: An Inquiry into the Life and Death of Malcolm Lowry    | Donald Brittain, Robert A. Duncan                  |                  |
| 1977 (50:e)                                                     |                                                    |                  |
| Who Are the DeBolts? And Where Did They Get Nineteen Kids?      | John Korty                                         |                  |
| The Children of Theatre Street                                  | Robert Dornhelm, Earle Mack                        |                  |
| High Grass Circus                                               | Bill Brind, Torben Schioler, Tony Ianzelo          |                  |
| Homage to Chagall-The Colours of Love                           | Harry Rasky                                        |                  |
| Union Maids                                                     | James Klein, Julia Reichert, Miles Mogulescu       |                  |
| 1978 (51:a)                                                     |                                                    |                  |
| Scared Straight!                                                | Arnold Shapiro                                     |                  |
| The Lovers' Wind                                                | Albert Lamorisse                                   |                  |
| Mysterious Castles of Clay                                      | Alan Root                                          |                  |
| Raoni                                                           | Jean-Pierre Dutilleux, Barry Williams, Michel Gast |                  |
| With Babies and Banners: Story of the Women's Emergency Brigade | Anne Bohlen, Lyn Goldfarb, Lorraine Gray           |                  |
| 1979 (52:a)                                                     |                                                    |                  |
| Best Boy                                                        | Ira Wohl                                           |                  |
| Generation on the Wind                                          | David A. Vassar                                    |                  |
| Going the Distance                                              | Paul Cowan, Jacques Bobet                          |                  |
| The Killing Ground                                              | Steve Singer, Tom Priestley                        |                  |
| USA - ut ur Vietnam!                                            | Glenn Silber, Barry Alexander Brown                |                  |

## 1980-talet
| År                                                           | Film                                             | Producent(er)      |
| 1980 (53:e)                                                  |                                                  |                    |
| ------------------------------------------------------------ | ------------------------------------------------ | ------------------ |
| 1980 (53:e)                                                  | Mozart efter Mao                                 | Murray Lerner      |
| 1980 (53:e)                                                  | Agee                                             | Ross Spears        |
| 1980 (53:e)                                                  | The Day After Trinity                            | Jon Else           |
| 1980 (53:e)                                                  | Front Line                                       | David Bradbury     |
| 1980 (53:e)                                                  | Den gula stjärnan                                | Dieter Hildebrandt |
| 1981 (54:e)                                                  |                                                  |                    |
| Genocide                                                     | Arnold Schwartzman                               |                    |
| Against Wind and Tide: A Cuban Odyssey                       | John Brousek                                     |                    |
| Brooklyn Bridge                                              | Ken Burns                                        |                    |
| Eight Minutes to Midnight: A Portrait of Dr. Helen Caldicott | Mary Benjamin                                    |                    |
| El Salvador: Another Vietnam                                 | Glenn Silber                                     |                    |
| 1982 (55:e)                                                  |                                                  |                    |
| Just Another Missing Kid                                     | John Zaritsky                                    |                    |
| A Portrait of Giselle                                        | Muriel Balash                                    |                    |
| After the Axe                                                | Sturla Gunnarsson                                |                    |
| Ben's Mill                                                   | Michel Chalufour, John Karol                     |                    |
| In Our Water                                                 | Meg Switzgable                                   |                    |
| 1983 (56:e)                                                  |                                                  |                    |
| He Makes Me Feel Like Dancin'                                | Emile Ardolino                                   |                    |
| Children of Darkness                                         | Ara Chekmayan, Richard Kotuk                     |                    |
| First Contact                                                | Robin Anderson, Bob Connolly                     |                    |
| The Profession of Arms                                       | Michael Bryans, Tina Viljoen                     |                    |
| Seeing Red                                                   | Jim Klein, Julia Reichert                        |                    |
| 1984 (57:e)                                                  |                                                  |                    |
| The Times of Harvey Milk                                     | Rob Epstein                                      |                    |
| High Schools                                                 | Charles Guggenheim                               |                    |
| In the Name of the People                                    | Frank Christopher                                |                    |
| Marlene                                                      | Maximilian Schell                                |                    |
| Streetwise                                                   | Martin Bell                                      |                    |
| 1985 (58:e)                                                  |                                                  |                    |
| Broken Rainbow                                               | Maria Floria, Victoria Mudd                      |                    |
| De galna mödrarna                                            | Susana Blaustein Muñoz, Lourdes Portillo         |                    |
| Soldiers in Hiding                                           | Malcolm Clarke                                   |                    |
| The Statue of Liberty                                        | Ken Burns                                        |                    |
| Unfinished Business                                          | Steven Okazaki                                   |                    |
| 1986 (59:e)                                                  |                                                  |                    |
| Delad vinst: Artie Shaw: Time Is All You've Got              | Brigitte Berman                                  |                    |
| Delad vinst: Down and Out in America                         | Lee Grant                                        |                    |
| Chile: Hasta Cuando?                                         | David Bradbury                                   |                    |
| Isaac in America: A Journey with Isaac Bashevis Singer       | Amram Nowak                                      |                    |
| Witness to Apartheid                                         | Sharon I. Sopher                                 |                    |
| 1987 (60:e)                                                  |                                                  |                    |
| The Ten-Year Lunch                                           | Aviva Slesin                                     |                    |
| Eyes on the Prize                                            | Henry Hampton                                    |                    |
| Hellfire: A Journey from Hiroshima                           | Michael Camerini, John Junkerman, James McDonald |                    |
| Radio Bikini                                                 | Robert Stone                                     |                    |
| A Stitch for Time                                            | Nigel Noble                                      |                    |
| 1988 (61:a)                                                  |                                                  |                    |
| Hôtel Terminus: The Life and Times of Klaus Barbie           | Marcel Ophüls                                    |                    |
| The Cry of Reason: Beyers Naude – An Afrikaner Speaks Out    | Robert Bilheimer                                 |                    |
| Let's Get Lost                                               | Bruce Weber                                      |                    |
| Promises to Keep                                             | Ginny Durrin                                     |                    |
| Who Killed Vincent Chin?                                     | Christine Choy, Renee Tajima-Peña                |                    |
| 1989 (62:a)                                                  |                                                  |                    |
| Det ständiga hotet: AIDS                                     | Rob Epstein, Bill Couturié                       |                    |
| Adam Clayton Powell                                          | Richard Kilberg                                  |                    |
| Crack USA: County Under Siege                                | Vince DiPersio, William Guttentag                |                    |
| Erövringen av rymden                                         | Al Reinert                                       |                    |
| Super Chief: The Life and Legacy of Earl Warren              | Judith Leonard, Bill Jersey                      |                    |

## 1990-talet
| År                                                                     | Film                                 | Producent(er)                |
| 1990 (63:e)                                                            |                                      |                              |
| ---------------------------------------------------------------------- | ------------------------------------ | ---------------------------- |
| 1990 (63:e)                                                            | American Dream                       | Barbara Kopple, Arthur Cohn  |
| 1990 (63:e)                                                            | Berkeley in the Sixties              | Mark Kitchell                |
| 1990 (63:e)                                                            | Building Bombs                       | Mark Mori, Susan Robinson    |
| 1990 (63:e)                                                            | Forever Activists                    | Judith Montell               |
| 1990 (63:e)                                                            | Waldo Salt: A Screenwriter's Journey | Robert Hillmann, Eugene Corr |
| 1991 (64:e)                                                            |                                      |                              |
| I stjärnornas skugga                                                   | Allie Light, Irving Saraf            |                              |
| Death on the Job                                                       | Vince DiPersio, William Guttentag    |                              |
| Doing Time: Life Inside the Big House                                  | Alan Raymond, Susan Raymond          |                              |
| The Restless Conscience: Resistance to Hitler Within Germany 1933-1945 | Hava Kohav Beller                    |                              |
| Wild by Law                                                            | Lawrence Hott, Diane Garey           |                              |
| 1992 (65:e)                                                            |                                      |                              |
| The Panama Deception                                                   | Barbara Trent, David Kasper          |                              |
| Changing Our Minds: The Story of Dr. Evelyn Hooker                     | David Haugland                       |                              |
| Fires of Kuwait                                                        | Sally Dundas                         |                              |
| Liberators: Fighting on Two Fronts in World War II                     | Bill Miles, Nina Rosenblum           |                              |
| Music for the Movies: Bernard Herrmann                                 | Margaret Smilow, Roma Baran          |                              |
| 1993 (66:e)                                                            |                                      |                              |
| I Am a Promise: The Children of Stanton Elementary School              | Susan Raymond, Alan Raymond          |                              |
| The Broadcast Tapes of Dr. Peter                                       | David Paperny, Arthur Ginsberg       |                              |
| Children of Fate                                                       | Susan Todd, Andrew Young             |                              |
| For Better or For Worse                                                | David Collier, Betsy Thompson        |                              |
| The War Room                                                           | D. A. Pennebaker, Chris Hegedus      |                              |
| 1994 (67:e)                                                            |                                      |                              |
| Maya Lin: A Strong Clear Vision                                        | Freida Lee Mock                      |                              |
| Complaints of a Dutiful Daughter                                       | Deborah Hoffmann                     |                              |
| D-Day Remembered                                                       | Charles Guggenheim                   |                              |
| Freedom on My Mind                                                     | Connie Field, Marilyn Mulford        |                              |
| A Great Day in Harlem                                                  | Jean Bach                            |                              |
| 1995 (68:e)                                                            |                                      |                              |
| Anne Frank Remembered                                                  | Jon Blair                            |                              |
| The Battle Over Citizen Kane                                           | Thomas Lennon, Michael Epstein       |                              |
| Fiddlefest: Roberta Tzavaras and Her East Harlem Violin Program        | Allan Miller, Walter Scheuer         |                              |
| Hank Aaron: Chasing the Dream                                          | Mike Tollin, Fredric Golding         |                              |
| Troublesome Creek: A Midwestern                                        | Jeanne Jordan, Steven Ascher         |                              |
| 1996 (69:e)                                                            |                                      |                              |
| Ringens kungar                                                         | Leon Gast, David Sonenberg           |                              |
| The Line King: The Al Hirschfeld Story                                 | Susan W. Dryfoos                     |                              |
| Mandela                                                                | Jo Menell, Angus Gibson              |                              |
| Suzanne Farrell: Elusive Muse                                          | Anne Belle, Deborah Dickson          |                              |
| Tell the Truth and Run: George Seldes and the American Press           | Rick Goldsmith                       |                              |
| 1997 (70:e)                                                            |                                      |                              |
| Den långa resan hem                                                    | Marvin Hier, Richard Trank           |                              |
| Ayn Rand: A Sense of Life                                              | Michael Paxton                       |                              |
| Colors Straight Up                                                     | Michèle Ohayon, Julia Schachter      |                              |
| Fyra små flickor                                                       | Spike Lee, Sam Pollard               |                              |
| Waco: The Rules of Engagement                                          | Dan Gifford, William Gazecki         |                              |
| 1998 (71:a)                                                            |                                      |                              |
| The Last Days                                                          | James Moll, Ken Lipper               |                              |
| Dancemaker                                                             | Matthew Diamond, Jerry Kupfer        |                              |
| The Farm: Angola, U.S.A.                                               | Jonathan Stack, Liz Garbus           |                              |
| Lenny Bruce: Swear to Tell the Truth                                   | Robert B. Weide                      |                              |
| Regret to Inform                                                       | Barbara Sonneborn, Janet Cole        |                              |
| 1999 (72:a)                                                            |                                      |                              |
| En dag i september                                                     | Arthur Cohn, Kevin Macdonald         |                              |
| Buena Vista Social Club                                                | Wim Wenders, Ulrich Felsberg         |                              |
| Genghis Blues                                                          | Roko Belic, Adrian Belic             |                              |
| On the Ropes                                                           | Nanette Burstein, Brett Morgen       |                              |
| Speaking in Strings                                                    | Paola di Florio, Lilibet Foster      |                              |

## 2000-talet
| År                                                   | Film                                                       | Producent(er)                             |
| 2000 (73:e)                                          |                                                            |                                           |
| ---------------------------------------------------- | ---------------------------------------------------------- | ----------------------------------------- |
| 2000 (73:e)                                          | Into the Arms of Strangers: Stories of the Kindertransport | Mark Jonathan Harris, Deborah Oppenheimer |
| 2000 (73:e)                                          | Legacy                                                     | Tod Lending                               |
| 2000 (73:e)                                          | Long Night's Journey into Day                              | Deborah Hoffmann, Frances Reid            |
| 2000 (73:e)                                          | Scottsboro: An American Tragedy                            | Daniel Anker, Barak Goodman               |
| 2000 (73:e)                                          | Sound and Fury                                             | Josh Aronson, Roger Weisberg              |
| 2001 (74:e)                                          |                                                            |                                           |
| Murder on a Sunday Morning                           | Jean-Xavier de Lestrade, Denis Poncet                      |                                           |
| Children Underground                                 | Edet Belzberg                                              |                                           |
| LaLee's Kin: The Legacy of Cotton                    | Deborah Dickson, Susan Frömke                              |                                           |
| Promises                                             | B.Z. Goldberg, Justine Shapiro                             |                                           |
| War Photographer                                     | Christian Frei                                             |                                           |
| 2002 (75:e)                                          |                                                            |                                           |
| Bowling for Columbine                                | Michael Moore, Michael Donovan                             |                                           |
| Daughter from Danang                                 | Gail Dolgin, Vicente Franco                                |                                           |
| Prisoner of Paradise                                 | Malcolm Clarke, Stuart Sender                              |                                           |
| Spellbound                                           | Jeffrey Blitz, Sean Welch                                  |                                           |
| Winged Migration                                     | Jacques Perrin                                             |                                           |
| 2003 (76:e)                                          |                                                            |                                           |
| The Fog of War                                       | Errol Morris, Michael Williams                             |                                           |
| Balseros                                             | Carlos Bosch, Josep Maria Domenech                         |                                           |
| The Friedmans                                        | Andrew Jarecki, Marc Smerling                              |                                           |
| My Architect                                         | Nathaniel Kahn, Susan R. Behr                              |                                           |
| The Weather Underground                              | Sam Green, Bill Siegel                                     |                                           |
| 2004 (77:e)                                          |                                                            |                                           |
| Born into Brothels: Calcutta's Red Light Kids        | Ross Kauffman, Zana Briski                                 |                                           |
| Den gråtande kamelen                                 | Byambasuren Davaa, Luigi Falorni                           |                                           |
| Super Size Me                                        | Morgan Spurlock                                            |                                           |
| Tupac: Resurrection                                  | Karolyn Ali, Lauren Lazin                                  |                                           |
| Twist of Faith                                       | Kirby Dick, Eddie Schmidt                                  |                                           |
| 2005 (78:e)                                          |                                                            |                                           |
| Pingvinresan                                         | Luc Jacquet, Yves Darondeau                                |                                           |
| Darwins mardröm                                      | Hubert Sauper                                              |                                           |
| Enron: The Smartest Guys in the Room                 | Alex Gibney, Jason Kliot                                   |                                           |
| Murderball                                           | Henry Alex Rubin, Dana Adam Shapiro                        |                                           |
| Street Fight                                         | Marshall Curry                                             |                                           |
| 2006 (79:e)                                          |                                                            |                                           |
| En obekväm sanning                                   | Davis Guggenheim                                           |                                           |
| Fräls oss ifrån ondo                                 | Amy Berg, Frank Donner, Matthew Cooke                      |                                           |
| Iraq in Fragments                                    | James Longley, Yahya Sinno                                 |                                           |
| Jesus Camp                                           | Heidi Ewing, Rachel Grady                                  |                                           |
| My Country, My Country                               | Jocelyn Glatzer, Laura Poitras                             |                                           |
| 2007 (80:e)                                          |                                                            |                                           |
| Taxi to the Dark Side                                | Alex Gibney, Eva Orner                                     |                                           |
| No End in Sight                                      | Charles Ferguson, Audrey Marrs                             |                                           |
| Operation Homecoming: Writing the Wartime Experience | Richard Robbins                                            |                                           |
| Sicko                                                | Michael Moore, Meghan O'Hara                               |                                           |
| War/Dance                                            | Sean Fine, Andrea Nix Fine                                 |                                           |
| 2008 (81:a)                                          |                                                            |                                           |
| Man on Wire                                          | Simon Chinn, James Marsh                                   |                                           |
| The Betrayal (Nerakhoon)                             | Ellen Kuras, Thavisouk Phrasavath                          |                                           |
| Encounters at the End of the World                   | Werner Herzog, Henry Kaiser                                |                                           |
| The Garden                                           | Scott Hamilton Kennedy                                     |                                           |
| Trouble the Water                                    | Carl Deal, Tia Lessin                                      |                                           |
| 2009 (82:a)                                          |                                                            |                                           |
| The Cove                                             | Louie Psihoyos, Fisher Stevens                             |                                           |
| Burma VJ                                             | Anders Østergaard, Lise Lense-Møller                       |                                           |
| Food, Inc.                                           | Robert Kenner, Elise Pearlstein                            |                                           |
| The Most Dangerous Man in America                    | Judith Ehrlich, Rick Goldsmith                             |                                           |
| Which Way Home                                       | Rebecca Cammisa                                            |                                           |

## 2010-talet
| År          | Film                                                   | Producent(er)                                                      |
| ----------- | ------------------------------------------------------ | ------------------------------------------------------------------ |
| 2010 (83:e) | Inside Job                                             | Charles H. Ferguson och Audrey Marrs                               |
| 2010 (83:e) | Exit Through the Gift Shop                             | Banksy och Jaimie D'Cruz                                           |
| 2010 (83:e) | Gasland                                                | Josh Fox och Trish Adlesic                                         |
| 2010 (83:e) | Restrepo                                               | Tim Hetherington och Sebastian Junger                              |
| 2010 (83:e) | Waste Land                                             | Lucy Walker och Angus Aynsley                                      |
| 2011 (84:e) | Undefeated                                             | TJ Martin, Dan Lindsay och Richard Middlemas                       |
| 2011 (84:e) | Hell and Back Again                                    | Danfung Dennis och Mike Lerner                                     |
| 2011 (84:e) | If a Tree Falls: A Story of the Earth Liberation Front | Marshall Curry och Sam Cullman                                     |
| 2011 (84:e) | Paradise Lost 3: Purgatory                             | Joe Berlinger och Bruce Sinofsky                                   |
| 2011 (84:e) | Pina                                                   | Wim Wenders och Gian-Piero Ringel                                  |
| 2012 (85:e) | Searching for Sugar Man                                | Malik Bendjelloul och Simon Chinn                                  |
| 2012 (85:e) | 5 Broken Cameras                                       | Emad Burnat och Guy Davidi                                         |
| 2012 (85:e) | The Gatekeepers                                        | Dror Moreh, Philippa Kowarsky och Estelle Fialon                   |
| 2012 (85:e) | How to Survive a Plague                                | David France och Howard Gertler                                    |
| 2012 (85:e) | The Invisible War                                      | Kirby Dick och Amy Ziering                                         |
| 2013 (86:e) | 20 Feet from Stardom                                   | Morgan Neville, Gil Friesen och Caitrin Rogers                     |
| 2013 (86:e) | The Act of Killing                                     | Joshua Oppenheimer och Signe Byrge Sørensen                        |
| 2013 (86:e) | Cutie and the Boxer                                    | Zachary Heinzerling och Lydia Dean Pilcher                         |
| 2013 (86:e) | Dirty Wars                                             | Richard Rowley och Jeremy Scahill                                  |
| 2013 (86:e) | The Square                                             | Jehane Noujaim och Karim Amer                                      |
| 2014 (87:e) | Citizenfour                                            | Laura Poitras, Mathilde Bonnefoy och Dirk Wilutzky                 |
| 2014 (87:e) | Jordens salt – En film om Sebastião Salgado            | Wim Wenders, Juliano Ribeiro Salgado och David Rosier              |
| 2014 (87:e) | Last Days in Vietnam                                   | Rory Kennedy och Kevin McAlester                                   |
| 2014 (87:e) | Virunga                                                | Orlando von Einsiedel och Joanna Natasegara                        |
| 2014 (87:e) | Vivian Maiers okända bildskatt                         | John Maloof och Charlie Siskel                                     |
| 2015 (88:e) | Amy                                                    | Asif Kapadia och James Gay-Rees                                    |
| 2015 (88:e) | Cartel Land                                            | Matthew Heineman och Tom Yellin                                    |
| 2015 (88:e) | The Look of Silence                                    | Joshua Oppenheimer och Signe Byrge Sørensen                        |
| 2015 (88:e) | What Happened, Miss Simone                             | Liz Garbus, Amy Hobby och Justin Wilkes                            |
| 2015 (88:e) | Winter on Fire: Ukraine's Fight for Freedom            | Evgeny Afineevsky och Den Tolmor                                   |
| 2016 (89:e) | O.J.: Made in America                                  | Ezra Edelman och Caroline Waterlow                                 |
| 2016 (89:e) | Bortom Lampedusa                                       | Gianfranco Rosi och Donatella Palermo                              |
| 2016 (89:e) | Det 13:e tillägget                                     | Ava DuVernay, Spencer Averick och Howard Barish                    |
| 2016 (89:e) | I Am Not Your Negro                                    | Raoul Peck, Rémi Grellety och Hébert Peck                          |
| 2016 (89:e) | Life, Animated                                         | Roger Ross Williams och Julie Goldman                              |
| 2017 (90:e) | Ikaros                                                 | Bryan Fogel och Dan Cogan                                          |
| 2017 (90:e) | Abacus: Small Enough to Jail                           | Steve James, Mark Mitten och Julie Goldman                         |
| 2017 (90:e) | De sista i Aleppo                                      | Feras Fayyad, Kareem Abeed och Søren Steen Jespersen               |
| 2017 (90:e) | Faces Places                                           | Agnès Varda, JR och Rosalie Varda                                  |
| 2017 (90:e) | Strong Island                                          | Yance Ford och Joslyn Barnes                                       |
| 2018 (91:a) | Free Solo                                              | Elizabeth Chai Vasarhelyi, Jimmy Chin, Evan Hayes och Shannon Dill |
| 2018 (91:a) | Hale County This Morning, This Evening                 | RaMell Ross, Joslyn Barnes och Su Kim                              |
| 2018 (91:a) | Islamistens söner                                      | Talal Derki, Ansgar Frerich, Eva Kemme och Tobias N. Siebert       |
| 2018 (91:a) | Minding the Gap                                        | Bing Liu och Diane Moy Quon                                        |
| 2018 (91:a) | RBG                                                    | Betsy West och Julie Cohen                                         |
| 2019 (92:a) | American Factory                                       | Steven Bognar, Julia Reichert och Jeff Reichert                    |
| 2019 (92:a) | The Cave                                               | Feras Fayyad, Kirstine Barfod och Sigrid Dyekjær                   |
| 2019 (92:a) | The Edge of Democracy                                  | Petra Costa, Joanna Natasegara, Shane Boris och Tiago Pavan        |
| 2019 (92:a) | Honeyland                                              | Ljubomir Stefanov, Tamara Kotevska och Atanas Georgiev             |
| 2019 (92:a) | Till min dotter                                        | Waad Al-Kateab och Edward Watts                                    |

## 2020-talet
| År             | Film                                         | Producent(er)                                                           |
| -------------- | -------------------------------------------- | ----------------------------------------------------------------------- |
| 2020/21 (93:e) | My Octopus Teacher                           | Pippa Ehrlich, Craig Foster och James Reed                              |
| 2020/21 (93:e) | Collective                                   | Alexander Nanau och Bianca Oana                                         |
| 2020/21 (93:e) | Crip Camp                                    | Sara Bolder, Jim LeBrecht och Nicole Newnham                            |
| 2020/21 (93:e) | The Mole Agent                               | Maite Alberdi och Marcela Santibáñez                                    |
| 2020/21 (93:e) | Time                                         | Garrett Bradley, Lauren Domino och Kellen Quinn                         |
| 2021/22 (94:e) | Summer of Soul                               | Questlove, Joseph Patel, Robert Fyvolent och David Dinerstein           |
| 2021/22 (94:e) | Ascension                                    | Jessica Kingdon, Kira Simon-Kennedy och Nathan Truesdell                |
| 2021/22 (94:e) | Attica                                       |                                                                         |
| 2021/22 (94:e) | Flee. film                                   |                                                                         |
| 2021/22 (94:e) | Writing with Fire                            |                                                                         |
| 2022/23 (95:e) | Aleksej Navalnyj – de sista dagarna i frihet | Daniel Roher, Odessa Rae, Diane Becker, Melanie Miller och Shane Boris  |
| 2022/23 (95:e) | All That Breathes                            | Shaunak Sen, Aman Mann och Teddy Leifer                                 |
| 2022/23 (95:e) | All the Beauty and the Bloodshed             | Laura Poitras, Howard Gertler, John Lyons, Nan Goldin och Yoni Golijov  |
| 2022/23 (95:e) | Fire of Love                                 | Sara Dosa, Shane Boris och Ina Fichman                                  |
| 2022/23 (95:e) | Ett hus byggt av skärvor                     | Simon Lereng Wilmont och Monica Hellström                               |
| 2023 (96:e)    | 20 dagar i Mariupol                          | Mstyslav Chernov, Michelle Mizner och Raney Aronson-Rath                |
| 2023 (96:e)    | Bobi Wine: The People’s President            | Moses Bwayo, Christopher Sharp och John Battsek                         |
| 2023 (96:e)    | The Eternal Memory                           | Maite Alberdi, Juan de Dios Larraín, Pablo Larraín och Rocio Jadue      |
| 2023 (96:e)    | Fyra döttrar                                 | Kaouther Ben Hania och Nadim Cheikhrouha                                |
| 2023 (96:e)    | To Kill a Tiger                              | Nisha Pahuja, Cornelia Principe och David Oppenheim                     |
| 2024 (97:e)    | No Other Land                                | Basel Adra, Rachel Szor, Hamdan Ballal och Yuval Abraham                |
| 2024 (97:e)    | Black Box Diaries                            | Shiori Itō, Eric Nyari och Hanna Aqvilin                                |
| 2024 (97:e)    | Porcelain War                                | Brendan Bellomo, Slava Leontyev, Aniela Sidorska och Paula DuPré Pesmen |
| 2024 (97:e)    | Soundtrack to a Coup d'Etat                  | Johan Grimonprez, Daan Milius och Rémi Grellety                         |
| 2024 (97:e)    | Sugarcane                                    | Julian Brave NoiseCat, Emily Kassie och Kellen Quinn                    |